# 红茶菌

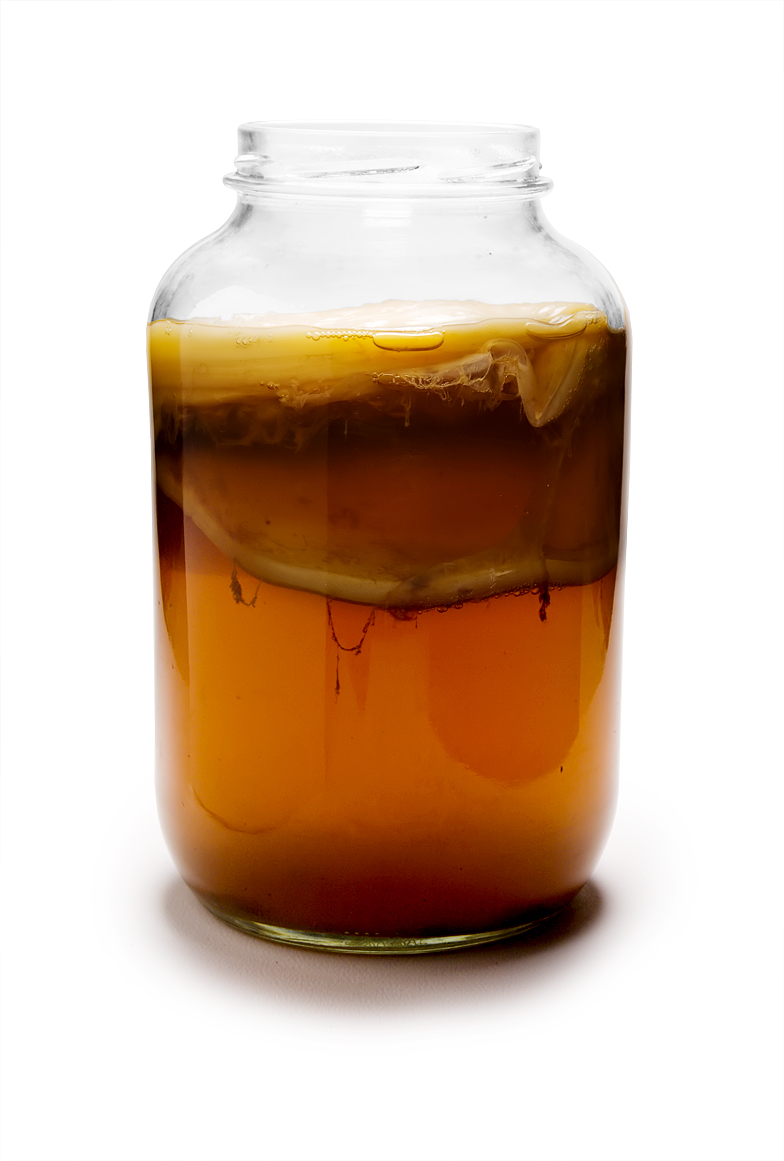
在培养的红茶菌

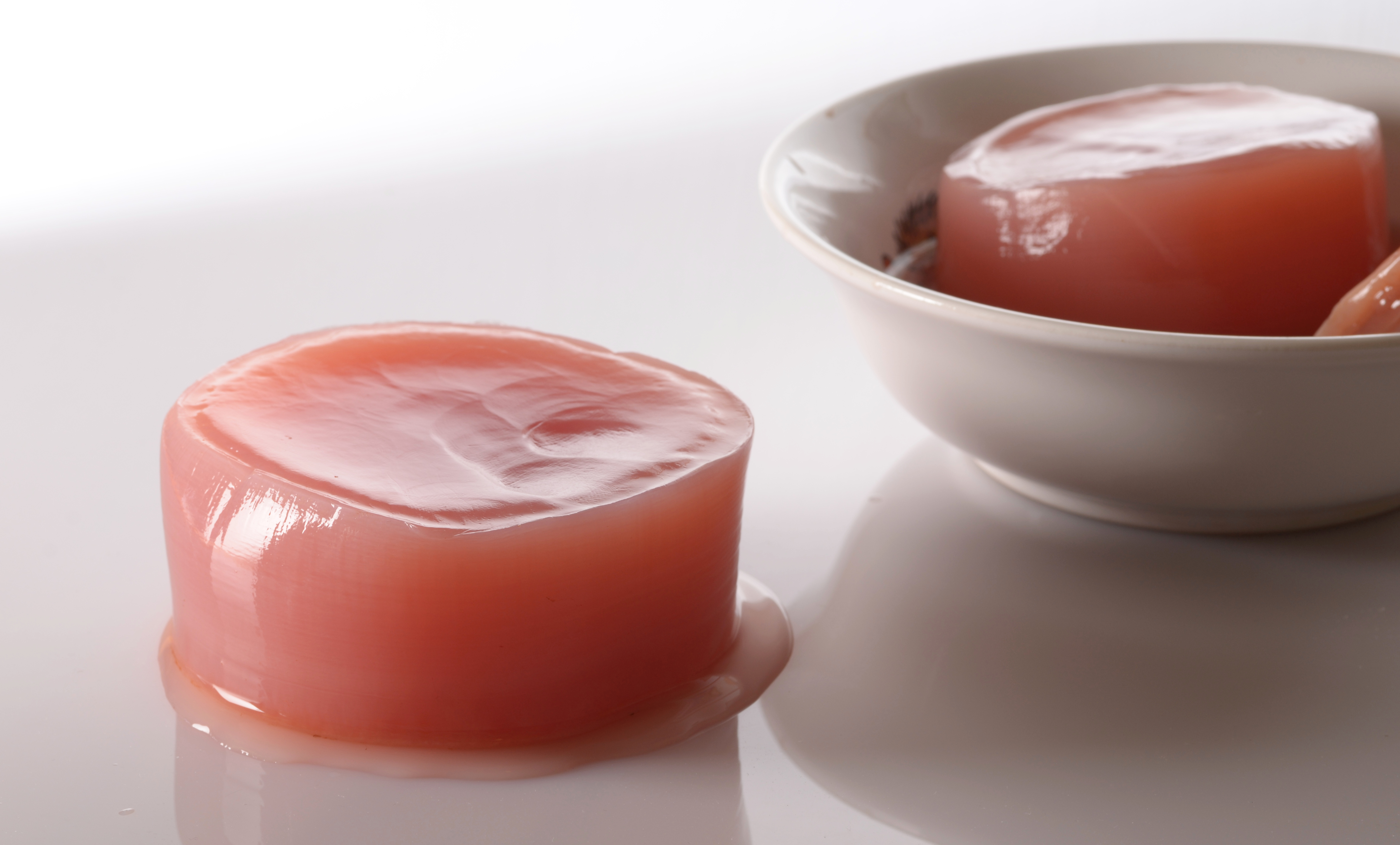
在水果茶中培养出的茶菌

紅茶菌，又名紅茶菇、茶菇、康普茶（Kombucha），因普遍在加糖的紅茶中培養而得名。紅茶菌不是單一的菌種，更不是菇類，經由分析其為酵母屬、醋桿菌屬和乳桿菌屬的共生物，其中以醋酸菌的含量最多。這種共生物英文稱爲SCOBY，代表的是Symbiotic Culture of Bacteria and Yeast。這些菌利用茶湯中的糖分及紅茶的單寧酸作為養分產生酒精與醋酸，顯微鏡下可看見桿狀的乳酸菌、醋酸菌和顆粒狀的酵母菌附著在一層薄膜上，若培養得宜會看見薄膜漸漸形成大朵菇狀的「茶菇」。紅茶菌飲料味道微酸，和發酵乳一樣是一種活菌飲品。但这种饮品的功效曾被严重夸大。
康普茶源起西元前221年的中國，並於西元414年由韓國醫師為日本允恭天皇所帶去的療法，但美國康普茶專家Hannah Crum抱持懷疑的態度。中興大學食品暨應用生物科技學系教授陳錦樹回憶：台灣於60年代曾經流行過發酵茶，當時稱為「紅茶菇」，一般家庭自製飲用，未有專業販售，後因不利報導而斂；但在國際風行不退，近年有關學術研究亦漸多。